# Sphinx sequoiae
Sphinx sequoiae là một loài bướm đêm thuộc họ Sphingidae. Nó được tìm thấy ở Oregon phía nam through California, Nevada, và tây nam Utah to Arizona và further phía nam into miền bắc Baja California.
Sải cánh dài 48–68 mm.
There là một one generation per year con trưởng thành bay từ tháng 5 đến tháng 8. Chúng ăn mật nhiều loài hoa khác nhau, bao gồm Prunus virginiana var. demissa và Aesculus californica.
Ấu trùng ăn Juniperus californica, Juniperus osteosperma và có lẽ là cả Calocedrus decurrens.